# Minibiotus gumersindoi
Espèce
Minibiotus gumersindoi est une espèce de tardigrades de la famille des Macrobiotidae.

## Distribution
Cette espèce est endémique d'Espagne.

## Publication originale
- Guil & Guidetti, 2005 : A new species of Tardigrada (Eutardigrada: Macrobiotidae) from Iberian Peninsula and Canary Islands (Spain). Zootaxa, no 889, p. 1-11.